# 南栃市
もしかして
- 南砺市

ではありませんか？